# Евмел Коринфский
Евмел Коринфский (др.-греч. Εὔμηλος) — древнегреческий поэт архаической эпохи, от произведений которого сохранились незначительные фрагменты. Автор эпических поэм «Коринфиака» («Коринфские сказания»), «Европия» и, возможно, «Титаномахия», и гимна для делосского праздника. Вероятно, его деятельность датируется второй половиной VIII века до н. э.
Поэту были известны Колхида, Фригия, Фракия, Борисфен и Лидия.

## Биографические сведения и проблема датировки
Свидетельства единодушно называют Евмела коринфянином. Павсаний уточняет, что он был сыном Амфилита и происходил из рода Бакхиадов.
Согласно Клименту Александрийскому, Евмел жил раньше Архилоха и был современником основателя Сиракуз Архия (Сиракузы основаны в 734 году до н. э.).
В «Хронике Евсевия» содержатся две различных, но близких датировки Евмела: согласно одной, его «расцвет» относится к 4 году 4 Олимпиады (761/0 год до н. э.) и он современник Арктина и автор «Пагонии» и «Европии», согласно второй: 1 год 9 Олимпиады (744/43 год до н. э.), и он современник эритрейской Сивиллы.
Единственным подлинным произведением Евмела Павсаний считал гимн, написанный им для мужского хора мессенцев, отправленного на Делос при царе Финте, сыне Сибота. Благодаря ему сохранилось две строки этого гимна с упоминанием Зевса Итомского.
Дж. Салмон видит в факте авторства коринфского поэта указание на то, что Коринф благоволил к Мессении, поддерживая датировку второй половиной VIII века.
Э. Вилль делает вывод, что 4 известных стихотворных эпических фрагмента Евмела написаны гомеризованным языком, но пятый, из гимна — языком хоральной лирики с дорийскими формами и эолизмами. Мог ли коринфский поэт писать эпопею стихом Ионии, а для мессенцев сочинять дорийско-эолийским стихом?. Согласно Виллю, мы встаем перед дилеммой: или традиционная датировка ложна, и Евмел на деле жил в VII веке, либо Евмел действительно был современником Архия, но тогда невозможно приписать ему 18 известных эпических строк; Вилль заключает, что имя Евмела охватывает не произведения одного поэта, а коринфскую традицию на эпическом языке. Однако даты Евсевия, вероятно, слишком ранние, и лучше принять датировку концом VIII века до н. э.
К. Шефольд поддерживает мнение У. Виламовица-Меллендорфа, что Евмел жил около 600 года до н. э. и был автором поэм об аргонавтах и Европе. Фр. Виан датирует Евмела со знаком вопроса VII веком до н. э.

## «Коринфиака»
Климент называет Евмела «историком», пересказывавшим Гесиода, из чего М. Уэст делает вывод, что в античности была известна прозаическая версия поэмы, связывавшаяся с именем Евмела.
Число фрагментов, атрибутируемых поэме, постепенно растёт. В издании Уэста (2003) их уже одиннадцать (в основном из второй книги «Описания Эллады» Павсания), хотя некоторые со звёздочкой, что означает спорность атрибуции. Два фрагмента, отсутствовавших у Кинкеля (1877), извлечены из «Коринфской речи» Фаворина, где прямой ссылки на источник нет; ещё один фрагмент из Фаворина отсутствует у Уэста, но включен в собрание Бернабе.
По оценке Э. Вилля, поэма содержала конструкции группами по пять поколений: пять от Ээта-Буна к Медее, пять поколений Сисифидов, пять Алетидов и пять Бакхидов.
А. Моро указывает на искусственность генеалогической схемы Евмела, в которой проходило три поколения между Ээтом и современниками его дочери Медеи.
По изложению Павсания, впервые на этой земле поселилась Эфира. Евмел называл её дочерью Океана и Тефии, женой Эпиметея. По Хаксли, указывающему на незначительность Коринфа у Гомера и путаницу с местоположением Эфиры в мифической традиции, именно Евмел первым смело присвоил Коринфу эпические ассоциации с Эфирой, сделав её древним названием своего города.
Строчку из Фаворина о множестве голов и множестве рук Уэст и Бернабе, сопоставляя с рассказом Павсания, включают в число фрагментов Евмела, считая, что она относится к Бриарею, рассудившему в споре за землю Посейдона и Гелиоса, которые оба заняли город и территорию.
Гелиос, сын Гипериона, породил от Антиопы двух сыновей и отдал Асопию Алоею, а Ээту Эфиру. Ээт, отправившись в страну колхов, передал свою землю Буносу, сыну Гермеса и Алкидамии, для опеки, чтобы хранить для себя или своих потомков.
Имя Буна, согласно Э. Виллю, означает «гора» и первоначально было связано с эпитетом Геры Бунеи, имевшим тот же смысл, что Акрея. Это святилище Геры археологически прослеживается с IX века до н. э.
После смерти Буна власть и над Эфиреей получил сын Алоея Эпопей.
Марафон, правнук Гелиоса и сын Эпопея, избегая враждебности отца, переселился в Аттику, после его смерти вернулся и разделил власть между сыновьями Сикионом и Коринфом. По имени Сикиона была названа страна, прежде известная как Асопия, а страна Эфирея — по имени Коринфа. В рассказе о переселении Марафона Хаксли видит претензию на часть Аттики.
Сложно сказать, в каких объёмах у Евмела рассказывалось сказание об аргонавтах. По Э. Виллю, именно он ввёл в традицию о походе коринфскую героиню Медею. Г. Хаксли также считает, что он связал коринфский местный культ с историей Ясона, чтобы обеспечить городу эпическое прошлое, причем сказалась претензия на интерес Коринфа к богатствам восточного Причерноморья.
Схолии к «Аргонавтике» Аполлония Родосского сообщают, что две его строки о землеродных мужах, рождённых из посеянных Ясоном зубов дракона, взяты из Евмела, у которого Медея обращалась к Идмону. Стало быть, в «Коринфиаке» описывалась битва Ясона со спартами. Вероятно, Идмон играл важную роль. Так как у Аполлония Идмон гибнет, не доплыв до Колхиды, Г. Хаксли смело предполагает решить парадокс таким образом, что Медея обращается к умершему Идмону в некиомантии, сообщая о событиях после его смерти.
Далее в поэме шла речь о том, как коринфяне послали за Медеей, которая стала царицей Коринфа, а Ясон — царем. Видимо, здесь Евмел послужил источником Симонида, тоже делавшего Ясона правителем Коринфа. Брасвелл считает очевидным, что Евмел не делал Медею убийцей Пелия и тем более собственных детей. Но Хаксли указывает на коринфское или Евмелово сказание об убийстве детей в Коринфе.
М. Уэст считает возможным (со знаком вопроса) возвести к Евмелу детальный рассказ Фаворина об установлении Истмийских игр: с именами победителей и победой «Арго» в гонке кораблей, после чего судно было посвящено Ясоном Посейдону.
Бернабе (но не Уэст) атрибутирует Евмелу четыре строки из речи сивиллы Герофилы, цитируемой Фаворином, где сивилла называет своей матерью Ламию и вспоминает состязание Посейдона с Гелиосом.
Несомненны данные Павсания, что по рассказу Евмела мессенский царь Нелей умер от болезни в Коринфе, был похоронен около Истма, а его могила осталась скрытой и неведомой, причем Сисиф не показал её даже Нестору. Г. Хаксли не видит особенных оснований связывать упоминание Сисифа с Истмийскими играми.
Леду Евмел называл дочерью Сисифа и Пантидии. В этом имени («всезнающая») Вилль видит аллюзию на особые способности.
Вилль полагает, что приводимая у Павсания генеалогия Сисифидов также восходит к Евмелу.
Дж. Салмон предполагает, что Евмел продолжал рассказ об истории Коринфа и дальше, хотя его гипотезы не поддержаны в собрании фрагментов Уэста. Он атрибутировал поэме гексаметрический фрагмент поговорки о «коме Алета» у паремиографов, а также упоминание у Аристотеля о третьем царе Бакхисе и сведения о прибытии дорийцев по морю и пребывании на Солигейском холме (Σολύγειος λόφος).

## «Европия»
Согласно Г. Хаксли, менее безопасной является атрибуция Евмелу поэмы «Европия» и её трех фрагментов. В издании Уэста к поэме отнесены 5 фрагментов.
О любви Зевса к Европе и её соблазнении шла речь в испорченной ссылке у Филодема.
Согласно схолиям к «Илиаде», Евмел первым приводит рассказ о Дионисе и фракийском царе Ликурге. На этом основании Мальтен говорил о влиянии коринфской традиции на «Илиаду», а Жанмэр также полагал, что эпизод «Илиады» о Ликурге и Дионисе вдохновлен «Европией». Вилль считает, что эта гипотеза остается недоказуемой. По Хаксли, приписывание Евмелу фрагмента о Дионисе не неоспоримо, но привлекательно, однако жил Евмел позже Гомера, хотя брал детали (о бегстве с Евриномой) не только из «Илиады».
Хаксли предполагает, что упоминание Антимаха о том, что Зевс спрятал Европу в пещере в Тевмесе в Беотии, могло следовать «Европии». Но Уэст не включает этот фрагмент в своё собрание.
Большую дискуссию по вопросам греческой колонизации вызвало упоминание в поэме Синопы, эпонима понтийского города, которую Евмел называл дочерью Асопа. На этом основании Дрюс предположил, что коринфяне поселились в Синопе уже около 750 года до н. э.. Археологически, согласно Иванчику, основание Синопы датируется только третьей четвертью VII в. до н. э.
Вилль не считает, что из аллюзии на нимфу можно вывести знание милетской колонии там. Хаксли указывает на отсутствие археологических следов, но считает возможным, что Евмел мог упоминать этот мыс ещё ранее 700 года, а в связи с Асопом видит пелопоннесскую претензию на эти земли. Согласно Салмону, интерес Евмела к Понтийскому региону нельзя отрицать, но он скорее связан с мифом о Медее, а не с коринфскими путешествиями.
В поэме упоминалось также посвящение десятины в Дельфы и столб там, представлявший собой статую Аполлона; Хаксли предполагает, что он мог либо упоминаться в рассказе о Кадме, либо быть связан с собственной мольбой поэта об успехе Коринфа в войне.
Шла там речь и об Амфионе, который, наученный Гермесом, впервые стал пользоваться лирой и привлекал своим пением камни и зверей.

## «Титаномахия»
Афиней указывает, что автором этой поэмы считали как Евмела, так и Арктина. М. Уэст включает эту поэму в число текстов Евмела, относя к ней 14 фрагментов.
Само название «Титаномахия», возможно, не раньше эллинистического времени. Согласно М. Дэвису, часто предполагается, что этой поэме предшествовала утерянная киклическая «Теогония», которую пересказал Псевдо-Аполлодор, но сам Дэвис скептичен в отношении этой теории и полагает, что киклическая «Титаномахия», кажется, включала рассказ о «Теогонии».
Дж. Фонтенроуз предположил, что к «Титаномахии» Евмела может восходить описание теогонии в начале «Мифов» Гигина.
По фрагментам поэмы, всё произошло из Эфира, и сыном Эфира был Уран.
Хаксли считает возможным, что в «Титаномахии» мог быть астрономический экскурс об Атланте и Плеядах.
Зевс родился на высотах Тмола в месте, именуемом Γοναὶ Διὸς ὑετίου («Рождение Зевса Дождевого»), в стране, ныне известной как Лидия. По Хаксли, этот фрагмент обычно считается спорным (dubia), но в собрание Уэста он включен.
Эгеон был сыном Геи и Понта, обитал в море и в войне богов сражался на стороне титанов. Уэст видит аллюзию на этот сюжет в строках Вергилия о сражении Эгеона-Бриарея против Юпитера.
Для следующих фрагментов атрибуция Уэста предположительна: они касаются того, что из титанов только Солнце не выступил против богов, и тем заслужил место на небе; слова Ифак применительно к вестнику титанов Прометею; двух упоминаний из «Мифологической библиотеки» — о сторуких как стражах титанов и низвержении в Тартар Зевсом Менетия.
Строка «Титаномахии» о пляшущем Зевсе известна из Афинея. М. Дэвис подчёркивает, что у Гомера боги не танцуют, хотя танец бога — первичный индоевропейский мотив.
Согласно Евмелу, Гелиос плывёт через океан в «лохани» (кубке). У него четвёрка лошадей, из них два коня и две кобылы. Их имена известны из «Мифов» Гигина: пристяжные Эой и Эфоп и упряжные Бронта и Стеропа. Два имени коней, по М. Дэвису, напоминают имена киклопов. Согласно Г. Хаксли, если «Титаномахия» первой описывала кубок Солнца, то должна датироваться не позднее VII века.
Два фрагмента относятся к Хирону. Согласно первому, где поэма названа «Гигантомахия», этот кентавр родился, когда Крон принял форму коня и возлёг с Филирой, дочерью Океана. Женой Хирона была Харикло. При этом у Гомера в его перечне возлюбленных Зевса о божественных превращениях в животных не говорится.
По второму фрагменту, кентавр первым указал людям, как совершать жертвы и клясться, тем приведя их к справедливости. М. Дэвис делает вывод, что в поэме Хирон выступал как культурный герой, а такие герои подозрительно отсутствуют у Гомера.
Упоминалось об охране яблок Гесперид змеем, о чём неизвестно из Гомера
Наконец, из второй книги поэмы сохранились две строчки с описанием рыб, играющих в море.

## Другие поэмы
Пять фрагментов Евмела (№ 31-35) в издании Уэста не атрибутированы конкретным поэмам. Они касаются генеалогий мифических персонажей. Коринфский поэт называл Каллисто дочерью Ликаона, нимфу Хрисопелию — женой Аркада.
Нимфа Кноссия родила от Менелая сына Ксенодама. Согласно Хаксли, это, вероятно, произошло, когда Парис прибыл в Спарту, а Менелай отправился на Крит.
Цец сообщает, что Евмел называл только трёх Муз: дочерей Аполлона Кефисо, Аполлониду и Борисфениду.
Имя Борисфениды, очевидно, связано с Борисфеном (Днепром), что вновь указывает на наличие у Евмела информации о Чёрном море. Имя Кефисо также связано с частым в Греции названием реки Кефис. Исправление «Аполлониды» на «Ахелоиду», предложенное Германном (G. Hermann), поддерживают также Г. Хаксли, В. Блаватский и Карышковский, оно позволяет связать имя с рекой Ахелоем
Впрочем, Климент приписывает Евмелу также строку о музах, девяти дочерях Зевса и Мнемосины.
Ещё от двух поэм фрагментов не сохранилось.
Г. Хаксли предлагает два варианта объяснения названия поэмы «Бугония», приписываемой Евмелу Евсевием: либо там рассказывался миф о рождении пчёл из быка (известный из «Георгик» Вергилия); либо поэма была дидактической, аналогичной «Трудам и дням» Гесиода и повествовала о разведении быков. М. Уэст склоняется ко второму варианту.
В одном из источников автором поэмы «Возвращения эллинов» назван некий «Евмолп Коринфский». Согласно Г. Хаксли, возможно следует исправить это имя на «Евмела», но в любом случае фрагментов поэмы не сохранилось. Э. Вилль указывает, что ни один известный фрагмент Евмела не относится к теме «Ностов». По Б. Грациози, здесь Евмелу приписывается киклический эпос «Носты». По М. Уэсту, такая атрибуция — просто изолированная ошибка.
Павсаний делает личное предположение, что Евмел был также автором надписей на «ларце Кипсела»; эту атрибуцию обычно отвергают по хронологическим соображениям.